# Maggie Nicols
Maggie Nicols, geboren als Margaret Nicholson (Edinburgh, 24 februari 1948), is een Schotse jazzzangeres en danseres.

## Biografie
Nicols verliet de school op 15-jarige leeftijd en begon te werken als danseres (onder meer in de Moulin Rouge). Ze zong toen ook in nachtclubs en begon te werken met de bop-pianist Dennis Rose. In 1968 ging ze naar Londen en werd daar lid van John Stevens Spontaneous Music Ensemble als Maggie Nichols (samen met Trevor Watts en Johnny Dyani) en trad ook op met de band op de eerste Total Music Meeting in Berlijn. Rond 1970 gaf ze vocale workshops in het Oval House Theatre in Londen, waar ze ook optrad in verschillende onafhankelijke theaterproducties. Kort daarna werd ze lid van Keith Tippetts grootformatige Centipede, waar ze voor het eerst samenwerkte met Julie Tippetts. Met haarzelf, Phil Minton en Brian Ely, richtte ze het vocale kwartet Voice op. Tegelijkertijd begon ze te werken met drummer Ken Hyder en zijn band Talisker. Met Hyder vormde ze later het duo Hoots and Roots, dat ook de Schotse volksmuziek weerspiegelde.
Eind jaren 1970 richtten zij en Lindsay Cooper de Feminist Improvising Group op, die met succes optrad in heel Europa. Ze was ook de organisator van de multimediale performancegroep Contradictions die in 1980 begon. Samen met pianiste Irène Schweizer en bassiste Joëlle Léandre werkt ze sinds de jaren 1980 samen in het Trio Les Diaboliques. Ze vormde een duo met pianist Pete Nu. Ze speelde in een trio met de avant-gardeartiesten Charlotte Hug en Caroline Kraabel en ook met Pinguin Moschner en Joe Sachse. Begin jaren 1990 maakte ze deel uit van het Dedication Orchestra. Op het Moers Festival trad ze alleen op in een soloconcert. Ze werkt regelmatig met de grote improvisatieworkshop The Gathering. Ze toerde ook met Cats Cradle en Sean Bergins nummer Mob (met Han Bennink, Minton en Michael Moore). De afgelopen jaren was ze ook te zien in het Trio Blurb met John Russell en Mia Zabelka, in een duo met musici als Phil Hargreaves, Mandhira de Saram en Peter Urpeth en met het Glasgow Improvisers Orchestra. Samen met het Berlijnse trio I am Three & Me (Silke Eberhard, Nikolaus Neuser, Christian Marien) vertolkt ze ook liederen van Charles Mingus.
Nicols heeft aan tal van andere projecten gewerkt. Enerzijds is ze geïnteresseerd in de radicale uitbreiding van de vocale uitdrukkingsmogelijkheden en combineert ze deze tekstueel en scenisch met afbeeldingen van alledaagse vrouwen en tapdansen, anderzijds zingt Nicols ook graag melodieuze liedjes.